# Sara von Horstig d’Aubigny
Sara Emilie von Horstig d’Aubigny, auch bekannt als Sara von Horstig (* 26. Juni 1855 in Kempten; † 18. Juli 1936 in Reutlingen), war eine deutsche Malerin und Grafikerin. 

## Leben
Sara von Horstig d’Aubigny wurde am 26. Juni 1855 in Kempten geboren, wo ihr Vater zu jener Zeit ein Gut besaß. Sie war die ältere von zwei Töchtern des Ehepaares Therese Laucher (1833–1913) und Emil Ernst von Horstig d’Aubigny (1814–1888). Ihr Großvater väterlicherseits war der Pastor Karl Gottlieb Horstig, und die Schriftstellerin Nina d’Aubigny von Engelbrunner war eine Schwester ihrer Großmutter.
Zwischen 1865 und 1887 übersiedelte die Familie nach Reutlingen, wo Emil von Horstig als Bauinspektor tätig war. Dort verbrachte die Künstlerin einen Großteil ihres Lebens als Kunstmalerin, später als Lehrerin für die französische Sprache. In den 1920er Jahren musste sie die Malerei aufgeben, weil sie erblindet war.
Sara von Horstig d’Aubigny blieb zeitlebens unverheiratet. In den Reutlinger Adressbüchern für die Jahre 1925 und 1928 ist sie noch mit einem Wohnsitz im Haus ihrer – zu jener Zeit bereits verstorbenen – jüngeren Schwester Sibylla (1865–1923), die mit dem Kaufmann Paul Gmelin (1857–1930) verheiratet gewesen war, an der Adresse Gustav-Werner-Straße 25 verzeichnet. Ab 1933 lebte sie in einem städtischen Altersheim an der Adresse Ringelbachstraße 57. Sie starb am 18. Juli 1936 wenige Wochen nach Vollendung ihres 81. Lebensjahres in Reutlingen.

## Werk

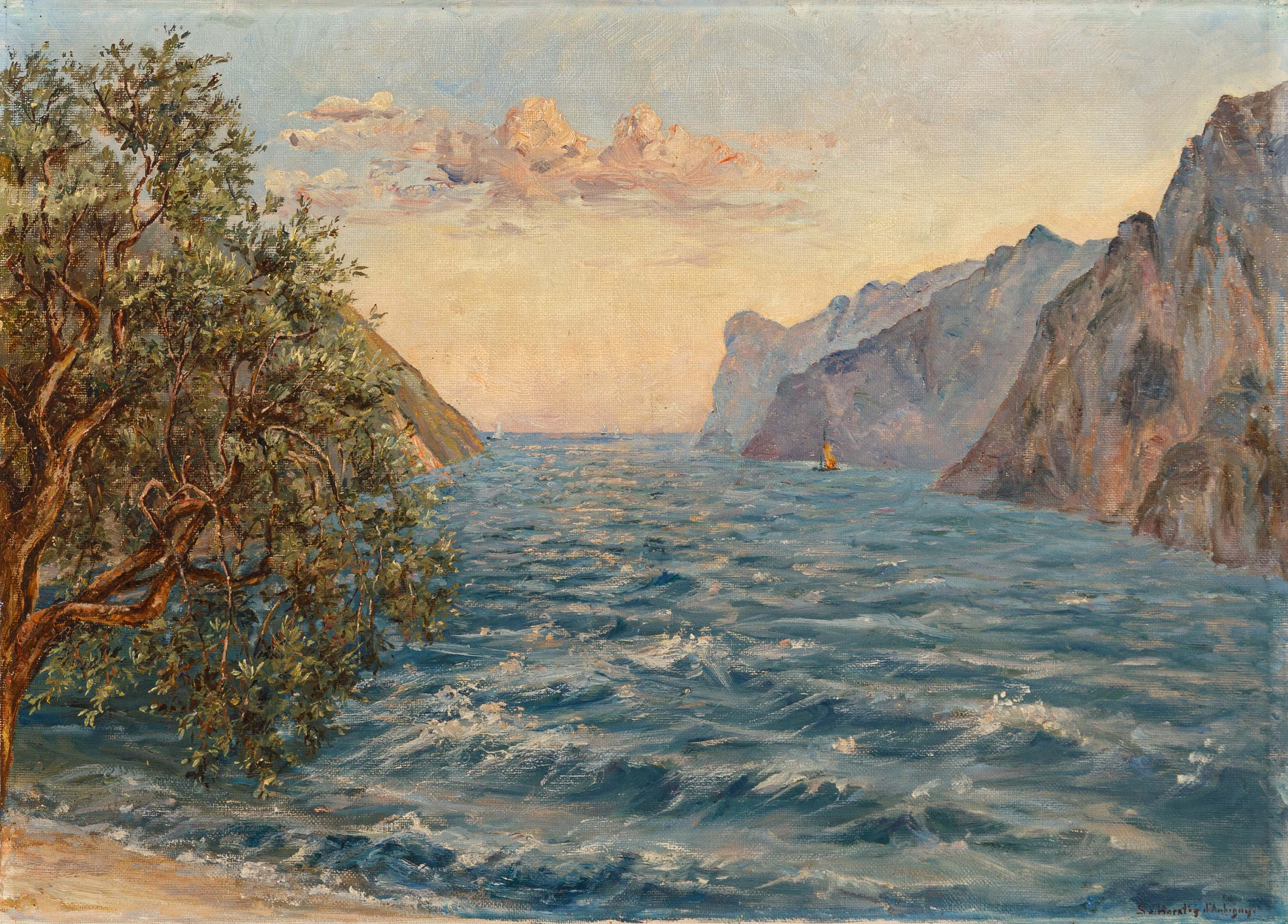
Gardasee bei Torbole, Ölgemälde

Stimmungsvolle Landschaftsbilder mit Titeln wie Gardasee bei Torbole oder Amalfiküste entstanden auf den Italienreisen der Künstlerin. Vorwiegend in Bleistiftzeichnungen und Aquarellen stellte Sara von Horstig aber auch Plätze, Sehenswürdigkeiten und idyllische Uferpartien an der Echaz in ihrer Heimatstadt Reutlingen dar. Im Katalog zur Ausstellung StadtBildGeschichte. Reutlingen in Ansichten aus fünf Jahrhunderten, die im Herbst 1990 anlässlich der 900-Jahr-Feier der Stadt Reutlingen stattfand und bei der auch Werke von Hostig d’Aubigny gezeigt wurden, heißt es: „Ihrem Schaffen verdankt die Stadt [Reutlingen] etliche authentische, um die Jahrhundertwende entstandene Wiedergaben malerischer Winkel.“ Mit ihrem Ölgemälde Gmindersdorf dokumentierte sie in den 1910er Jahren das Aussehen der gerade neu erbauten gleichnamigen Arbeiterwohnsiedlung in Reutlingen. 
Von 1901 an bis zu ihrem Tod im Jahre 1936 war die Künstlerin Mitglied im Württembergischen Malerinnenverein (WMV). Ihre Werke zeigte sie in Stuttgart im Rahmen der Ausstellungen des Vereins in den Jahren 1909 und 1914 sowie in der Atelierhaus-Galerie.
Einige ihrer Werke befinden sich heute im Bestand des Heimatmuseums der Stadt Reutlingen, weitere in der Sammlung des Kunstmuseums Reutlingen sowie in Privatbesitz.

## Werke (Auswahl)

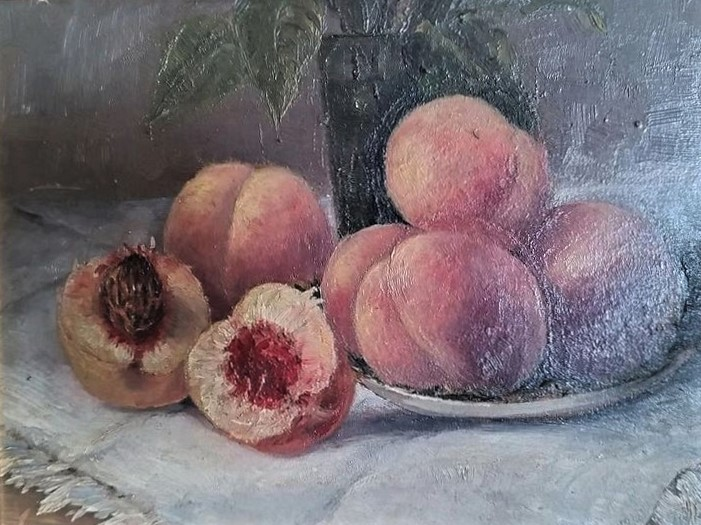
Stillleben Pfirsiche

- Gardasee bei Torbole, Öl auf Leinwand, 48 × 57 cm, o. J.
- Walchensee, Öl auf Leinwand, 24 × 29 cm, o. J.
- Amalfiküste, Öl auf Leinwand, ca. 1910
- Bauernhütte am Walchensee, Öl auf Leinwand, 24 × 29 cm, o. J.
- Pfirsiche, Stillleben, Öl auf Leinwand

Werke im Bestand des Reutlinger Heimatmuseums
- Paradiesturm, Bleistiftzeichnung, 1897, 40,8 × 29 cm (Inv. Nr. 1989/0298)
- An der Echaz, Bleistiftzeichnung, 1897, 42,4 × 30,7 cm (Inv. Nr. 1989/0299)
- An der Echaz (beim Bruderhaus), Aquarell, vermutlich von 1923, 12,9 × 9,0 cm (Inv. Nr. 1980/0300)
- Gmindersdorf, Ölgemälde um 1915, 20,5 × 42,7 (Inv. Nr. 2005/0129)

Werke im Bestand des Kunstmuseums Reutlingen
- Achalmallee, Öl auf Leinwand, 45 × 62 cm (Inv. Nr. 01140)
- Korb mit Trauben, Stillleben, Öl auf Leinwand, 45,5 × 37 cm, (Inv. Nr. 00336)